# Schloss Haslangkreit

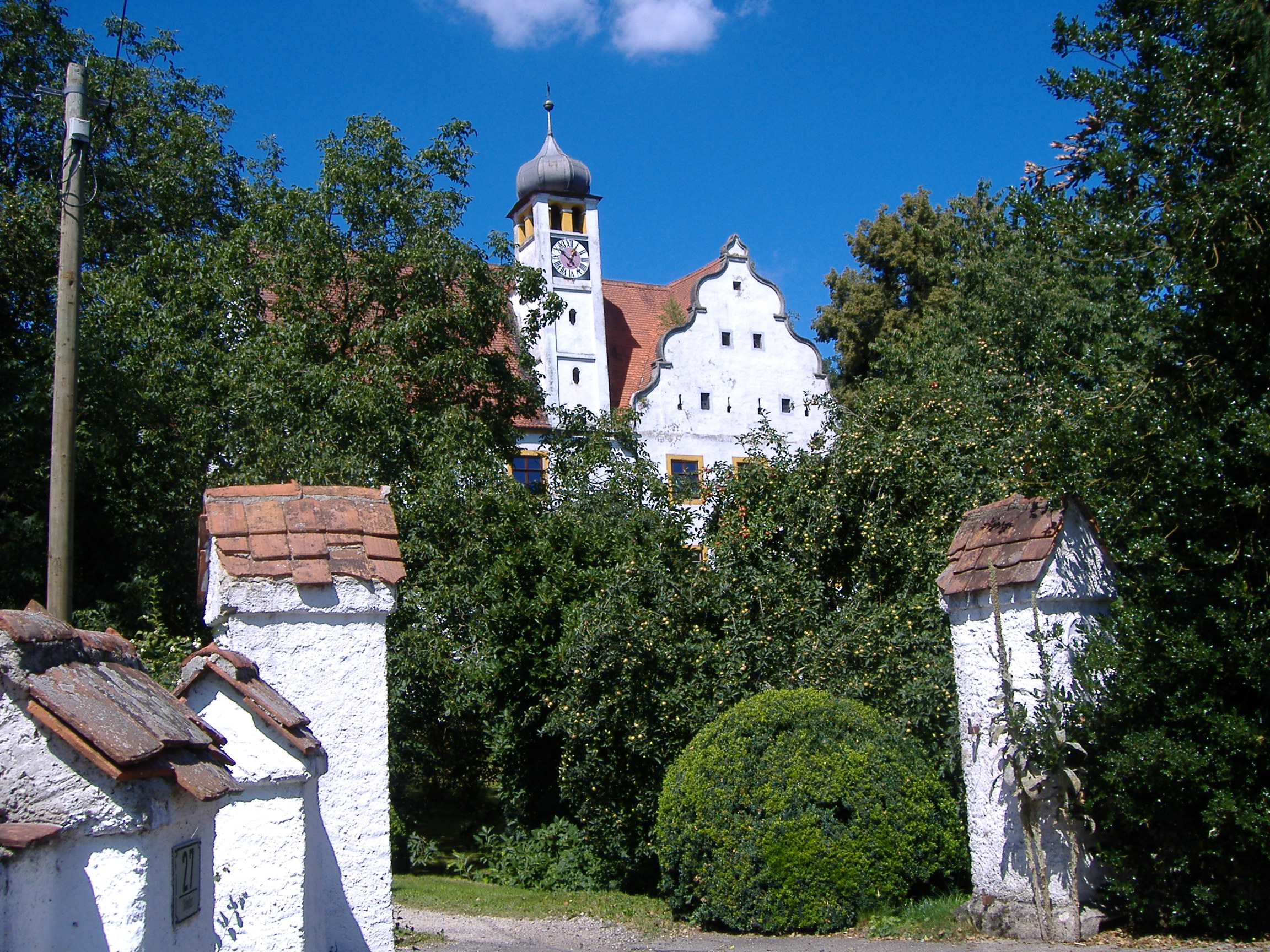
Blick auf das Schloss

Schloss Haslangkreit ist eine barocke Dreiflügelanlage mit Schlosskapelle und war als Hofmarkschloss der Herrensitz der Hofmark Haslangkreit. Es liegt in der Gemarkung Haslangkreit, Gemeinde Kühbach im Landkreis Aichach-Friedberg.

## Geschichte
1285 erscheint erstmals die Burg Gereut, als diese an Berchtold von Schneitbach kam. Um 1300 erwarben die Haslang die Burg. Diese Familie wurde 1622 in den kurbayerischen Freiherrnstand und 1745 in den Grafenstand (der letzte der gräflichen Familie starb 1804) erhoben. Viele bedeutende Offiziere und Beamte im Dienst der bayerischen Landesherren gingen aus der adeligen Familie hervor. 1840 erwarb die gräfliche Familie von Maldeghem das Schloss, das sie nie bewohnte. 1972 kaufte die Familie Rössig für 160.000 DM das Gebäude nebst zwei Hektar Grund und Boden.

## Beschreibung
Die mittelalterliche Wasserburg wurde vermutlich spätestens im 16. Jahrhundert zu einer repräsentativen Vierflügelanlage mit Arkadenhof ausgebaut. Um 1675/80 erhielt das Schloss, das wie der Ort fast 500 Jahre im Besitz derer von Haslang war, seine barocke Gestalt. Auch die Schlosskapelle St. Georg wurde barock ausgebaut. An die Stelle der bisher steilen Treppengiebel traten geschweifte Stufengiebel. Der Torbau mit seinem Satteldach wurde durch ein Zeltdach mit Laterne und Zwiebelhelm ersetzt. Eine ähnliche Veränderung hatte das Zwerchhaus mit dem Glockentürmchen über der Schlosskapelle auf dem Ostflügel erfahren. Das ursprünglich schlichte Tor erhielt gleichzeitig eine dekorative Rahmung mit flankierenden Säulen und durchbrochenem Giebel. Eckrustika, Lisenen- und Gesimsgliederung in zeitgemäßer Profilierung gaben hier und am Ostflügel den Fassaden ein neues Gesicht. Im 19. Jahrhundert erfolgte ein Teil-Abriss: Schließlich verblieb eine Dreiflügelanlage mit dem sich gegen den Park öffnenden Arkadenhof. Nicht nur der südliche Flügel wurde abgerissen, ebenso die Wirtschaftsgebäude. Zudem wurden die meisten Wassergräben verfüllt:
Von aller Pracht vergangener Jahrhunderte ist wenig verblieben. Schöne Stuckdecken und die bemerkenswerte Ausstattung der Kapelle mit drei Kreuzgewölben auf Konsolen und der Hochaltar mit dem Gemälde der Verkündigung aus dem 17. Jahrhundert, sind die letzten Zeugen der Raumkunst und Dekoration des 17. und 18. Jahrhunderts.
Das Schloss und sein Park sind nicht öffentlich zugänglich.

## Fotos

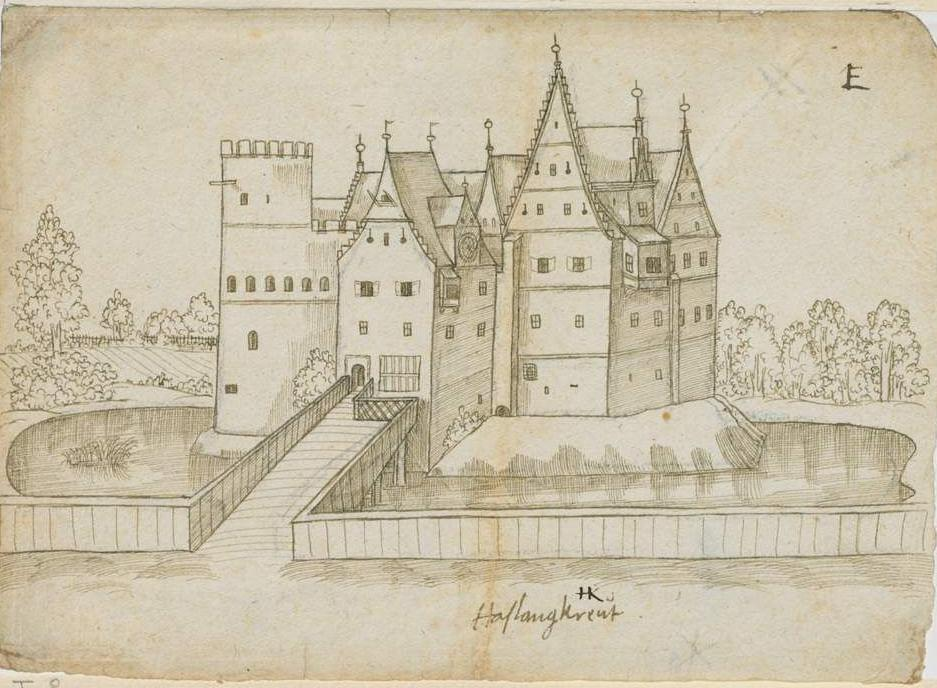
Schloss Haslangkreit im 16. Jahrhundert, Zeichnung von Philipp Apian -  Das Schloss vor seiner Barockisierung
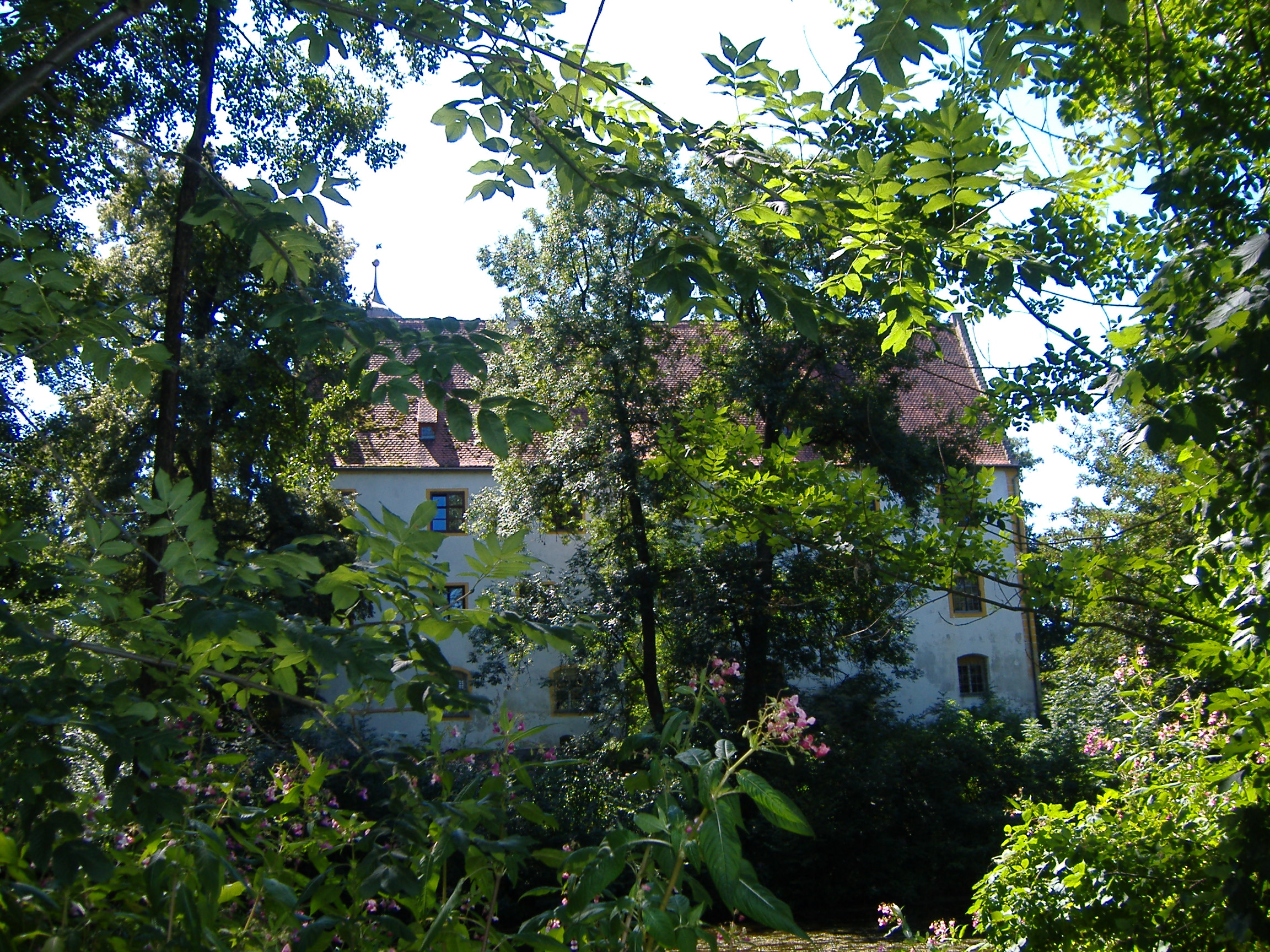
Ostseite des Schlosses mit noch erhaltenem Wassergraben